# Jan Vreede
Jan Johannes Anthony Arnoldus Vreede (Zaandam, 19 de enero de 1900-Ámsterdam, 17 de febrero de 1989) fue un deportista neerlandés que compitió en vela en la clase 6 Metre. Participó en los Juegos Olímpicos de París 1924, obteniendo una medalla de bronce en la clase 6 Metre.

## Palmarés internacional
| Juegos Olímpicos | Juegos Olímpicos | Juegos Olímpicos  | Juegos Olímpicos |
| Año              | Lugar            | Medalla           | Clase            |
| ---------------- | ---------------- | ----------------- | ---------------- |
| 1924             | París (Francia)  | Medalla de bronce | 6 Metre          |